# Діодот (стоїк)
Діодот (грец. Διόδοτος ; Fl. I в. до н. е.) — філософ-стоїк, друг Цицерона. Жив у Римі в будинку Цицерона, де навчав Цицерона стоїчної філософії і, особливо, логіці. Хоча Цицерон не прийняв стоїцизму, але завжди відгукувався про Діодота чемно, прирівнюючи до інших філософів його часу таких, як Філон з Лариси, Антіох і Посідоній.

В останні роки життя Діодот осліп, але як і раніше займався навчанням:
Інший чоловік, що втратив зір, стоїк Діодот жив довгі роки в моєму будинку. Важко повірити, але після втрати зору він став займатися філософією з ще більшою захопленістю. Він також грав на лірі як піфагорійці, і йому читали книги вдень і вночі; йому не потрібні були очі, щоб займатися своєю справою. Він також робив інше, здавалося б, неймовірне для людини, яка не може бачити: продовжував читати лекції з геометрії, даючи учням словесні вказівки про початок і кінець ліній, які їм треба було накреслити. 
Діодот помер у будинку Цицерона в 59 р. до н. е. і залишив другу своє майно.